# 巫宁坤
巫宁坤（1920年9月26日—2019年8月10日），江苏扬州人，美籍华裔翻译家，英美文学批评家。代表译作有《了不起的盖茨比》，以及萨尔曼·拉什迪、亨利·詹姆斯、狄兰·托马斯等英美名家的小说和诗歌等。“不要温和地走进那个良夜”，“死亡也一定不会战胜”等译文堪称典范。
此外，巫宁坤在晚年还著有回忆录《一滴泪》、散文集《孤琴》等。

## 生平
1920年9月26日，巫宁坤出生于扬州。1938年，作为扬州中学的一名流亡学生，巫宁坤来到武汉，参加了军事委员会战时工作干部训练团，受训三个月。1939年至1941年，就读于西南联合大学外文系，师从沈从文、卞之琳等人。珍珠港事变之前，中断了在西南联合大学外文系的学习，志愿为飞虎队担任译员。1943年赴美为一批来美受训的中国空军飞行人员担任译员，直至抗战胜利。1946年9月，重返校园，成为美国印第安纳州曼彻斯特学院唯一的外国学生。两年后在芝加哥大学研究院攻读英美文学博士学位，期间结识赵萝蕤、周珏良、查良铮（穆旦）等人，后成为数十年患难之交。1950年秋天，巫宁坤开始撰写博士论文，论文题目是《托·史·艾略特的文艺批评传统》，指导老师是罗斯·克莱恩教授。
1951年新年，燕京大学校长陆志韦应西方语言文学系主任赵萝蕤要求，邀请巫宁坤回国任教。巫宁坤于尚未完成博士论文之时毅然决定回国任教。1951年7月18日早晨，登上驶往香港的克利夫兰总统号邮轮，芝大同学李政道等人为其送行。八月中旬，从广州乘火车经上海抵达北京，赵萝蕤亲自来前门火车站迎接。在燕京大学期间，巫宁坤经历了思想改造运动和三反运动，并目睹了燕京大学校长陆志韦，教授赵紫宸、张东荪和赵萝蕤等人受到批判。1951年11月初，改任南开大学教授，任教期间与李怡楷结婚，并在肃反运动中因莫须有的「ABC」反革命集团受到冲击。1954年，翻译的《白求恩大夫的故事》一书在上海出版。1956年夏初，调任北京外事干部学校工作。1957年因在双百运动时批评时政，后在反右运动时被划为“极右分子”，被开除公职。
1958年4月17日下午，巫宁坤被送往北京市第一监狱，即“半步桥监狱”。1958年6月，被送往黑龙江省北大荒兴凯湖农场接受劳动改造。1960年10月26日，被转移至河北省清河农场的三分场（又称宁河农场）。期间负责定期埋葬死于饥荒者的尸体。1961年6月30日保外就医。1962年前往安徽大学任教。文革开始后继续受到各种批斗，被关“牛棚”。1970年4月底，出了“牛棚”的巫宁坤又被取消了职工待遇，全家被下放到生产队劳动。九一三事件后，落实知识分子政策再一次提上日程，经省革委会文教副主任杨效椿和安徽师范大学校长魏心一的努力，1974年1月底，巫宁坤被调到安徽师范大学任教。1979年5月回北京到已改称国际关系学院的原单位办理“右派”改正。1980年夏，受《世界文学》邀请，翻译《了不起的盖茨比》。
1986年春，巫宁坤于英国剑桥大学做客期间在《剑桥评论》上发表自传性长文《从半步桥到剑桥》，回首了过去几十年的坎坷经历，后来扩写成回忆录《一滴泪》（A Single Tear）。1991年退休后，偕夫人和儿女离开中国大陸，前往美国定居。1993年初《一滴泪》以英文在美国纽约出版，记录了巫家三代人在中国大陆数十年的亲身经历，在英语世界引起轰动。同年六月，在伦敦发行。稍后，日、韩、瑞典文版相继问世。由于该书中的部分内容令国际关系学院一些有职有权的老同志们无法接受，学院强行砸开巫宁坤家的大门，收回住房，并自一九九三年七月份起停发巫宁坤与妻子二人的退休费。国际关系学院还通过其上级领导国家安全部向商务印书馆施压，勒令其下属的《英语世界》主编为在该刊2/93期报导《一滴泪》的出版发行并刊登该书片段作出检讨，将巫宁坤从该刊编委中除名，同时停止销售该期杂志。巫宁坤在美国听到这个消息后，一再致函学院领导申诉，但多年都没有答复。1999年，巫宁坤写信向当时访美的国务院总理朱镕基申诉此事，年底，华盛顿中国大使馆通知巫宁坤，表示国际关系学院已决定恢复巫氏夫妇的退休费，自2001年1月起重新发放，但学院拒绝补发1993年7月至1999年12月期间共78个月的退休费。2002年7月，中文版《一滴泪》由远景出版在台北出版发行；2007年，增订中文新版由允晨文化在台北出版发行，并由余英时作序。
2019年8月10日在美国逝世，享年99岁。 8月22日，他的追思会在弗吉尼亚的一个教堂举行，约300人出席。

## 家庭
- 妻子：李怡楷
- 长子：巫一丁，英文翻译家
- 女儿：巫一毛，作家
- 次子：巫一村